# Neochóri (ort i Grekland, Mellersta Makedonien, Chalkidike)
Neochóri (Neochori) är en ort i Grekland.   Den ligger i prefekturen Chalkidike och regionen Mellersta Makedonien, i den nordöstra delen av landet, 280 km norr om huvudstaden Aten. Neochóri ligger 556 meter över havet och antalet invånare är 714.
Terrängen runt Neochóri är kuperad, och sluttar österut. Runt Neochóri är det glesbefolkat, med 18 invånare per kvadratkilometer. Närmaste större samhälle är Megáli Panagía, 7,1 km söder om Neochóri. I omgivningarna runt Neochóri växer i huvudsak lövfällande lövskog.